# Hiroshi Inoue (botánico)
Hiroshi Inoue (井上 浩 Inoue Hiroshi?, 30 de marzo 1932 – 29 de diciembre 1989) fue un botánico japonés especialista briólogo.
Sus publicaciones botánicas cubren la flora de Japón, y ha trabajado extensamente en la clasificación de muchas especies de Marchantiophyta (hepáticas).
Desarrolló gran parte de su actividad científica en el Museo Nacional de Ciencias de Tokio, en el Departamento de Botánica, llegando a director.

## Algunas publicaciones
- Hattori, S & H Inoue. 1958. "Preliminary report on Takakia lepidozioides." Journal of the Hattori Botanical Laboratory 18: 133-137

- Inoue, H. 1966. "Monosoleniaceae, a new family segregated from the Marchantiaceae." Bulletin of the National Science Museum (Tokyo) 9(2): 115–118, +2 pl.

- ----. 1974. Illustrations of Japanese Hepaticae. Ed. Tsukiji Shokan. 2 v. : il. mapas

- Inoue, H. 1976. "The concept of genus in the Plagiochilaceae." Journal of the Hattori Botanical Laboratory 41: 13-17

- Inoue, H. 1982. Moths of Japan

- Inoue, H. 1984. The genus Plagiochila (Dum.) Dum. in southeast Asia. Tokyo: Academic Scientific Book, Inc. 142 p.

- Inoue, H. (ed.) 1987a. Studies on cryptogams in southern Peru. Ed. Tokai University Press. 192 p. : il. mapa

- ----. 1987b. Index of type specimens of Bryophyta in National Science Museum, Tokyo. Ed. Tokyo : National Science Museum. 119 p.

## Honores

### Eponimia
- (Lowiaceae) Orchidantha inouei Nagam. & S.Sakai[1]

- (Orchidaceae) Oncidium inouei T.Hashim.[2]

- (Orchidaceae) Platanthera × inouei Efimov[3]

- (Pandanaceae) Freycinetia inouei Kaneh.[4]

- (Tiliaceae) Tilia inouei Hatus.[5]

- (Woodsiaceae) Athyrium × inouei Kurata[6]

- La abreviatura «Inoue» se emplea para indicar a Hiroshi Inoue como autoridad en la descripción y clasificación científica de los vegetales.[7]